# Dumitrița Albu
Dumitrița Albu (n.  ?) este un deputat român, ales in Circumscriptia nr 43, Diaspora în 2024 din partea POT. O analiză din iunie 2025, realizată de Europa Liberă, relevă că ea s‑a aflat printre cei 17 parlamentari care dețin proprietăți în București sau județul Ilfov și care, în același timp, încasau chirii de la stat.